# أدوية الخصوبة
أدوية الخصوبة، المعروفة أيضًا بـعلاجات الخصوبة، هي أدوية تعزز الخصوبة الإنجابية. بالنسبة للنساء، تستخدم أدوية الخصوبة لتحفيز نمو جريبات المبيض. مقارنة بالرجال، الخيارات الدوائية المتاحة لعلاج الخصوبة لديهم أقل بكثير منها عند النساء.
يمكن تصنيف العوامل التي تعزز نشاط المبيض على أنها:
إما هرمون مطلق لموجهة الغدد التناسلية (GNRH) أو مضادات هرمون الاستروجين أو موجهات الغدد التناسلية (Gonadotropins).
خيارات المعالجة تتضمن أربعة عوامل رئيسية: الفعالية، أعباء المعالجة(مثل الحقن المتكرر والزيارات المتكررة)، السلامة والأمان، والتكلفة العالية.

## النساء

### التقنيات الرئيسية
التقنيات الرئيسية التي تنطوي على معالجة الخصوبة عند الإناث هي:
- تحريض الإباضة، ويكون بهدف إنتاج جريب أو اثنين للإخصاب عن طريق الاتصال الجنسي أو التلقيح الاصطناعي
- فرط تنبيه المبيض المنضبط، والذي يعد بشكل عام جزءًا من الإخصاب في المختبر(الإلقاح الصناعي)، والهدف بشكل عام هو تطوير جريبات متعددة(على النحو الأمثل بين 11 و14 جريب حويصلي بقياس 2-8 مم في القطر)، متبوعًا باستخراج البويضات عبر المهبل، وحضانة مشتركة مع النطاف، متبوعة بنقل جنينين كحد أقصى في المرة الواحدة.[4]
- تحريض النضج النهائي للجريبات، وذلك يجعلنا نتنبأ بالوقت المتوقع للإباضة.

### الهرمون المطلق لموجهة الغدد التناسلية
يمكن استخدام الهرمون المطلق لموجهة الغدد التناسلية (GnRH) أو أي ناهض للهرمون المطلق لموجهة الغدد التناسلية "gonadotropin-releasing hormone agonist" (مثل دواء ليوبرورلين) بالاشتراك مع الهرمون الملوتن (LH) باستخدام مضخة التسريب لمحاكاة الإنتاج الداخلي للهرمون GnRH.
تحفز موجهة الغدد التناسلية "GNRH" إطلاق الهرمون الملوتن LH والهرمون المنبه للجريب FSH  من الفص الأمامي الغدة النخامية في الجسم.
هذه الطريقة من المعالجة لمجموعة محددة من النساء اللواتي يعانين من العقم والتي تؤدي نتائجها إلى حدوث الإباضة في 90% من الحالات وحدوث الحمل في 80 % أو أكثر من الحالات.

### مضادات الأستروجين
مضادات الأستروجين (Antiestrogens) تمنع آثار هرمون الإستروجين وتثبط عمله، والتي تشمل مُعَدِّلات مستقبلات الإستروجين الإنتقائية (SERM) و مثبطات الأروماتاز.

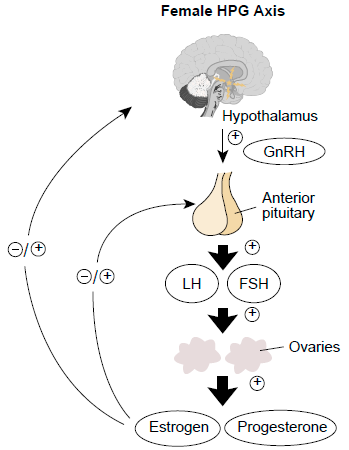
محور الوطاء - الغدة النخامية - الغدد التناسلية في الإناث، حيث يمارس الأستروجين ردود فعل سلبية بشكل رئيسي على إفراز هرمون FSH من الغدة النخامية.

#### مُعدِّلات مستقبلات هرمون الاستروجين الانتقائية
عقار كلوميفين (Clomiphene) هو مُعدِّل انتقائي لمستقبلات هرمون الاستروجين (SERM). وهو أكثر أدوية الخصوبة استخدامًا. تشمل الأدوية الأخرى في هذه الفئة: عقار تاموكسيفين ورالوكسيفين، على الرغم من أن كليهما ليس بنفس فعالية عقار كلوميفين وبالتالي فهما أقل استخدامًا لأغراض الخصوبة. يتم استخدامها في تحريض الإباضة عن طريق تثبيط التلقيم الراجع السلبي لهرمون الاستروجين في منطقة (تحت المهاد) الوطاء(hypothalamus). نظرًا لهذا التثبيط ،سيقوم الوطاء بإفراز GnRh والذي بدوره يحفز الفص الأمامي للغدة النخامية على إفراز LH و FSH مما يساعد في إحداث الإباضة.
بين 60 و 85% من النساء، ومعظمهن مصابات بمتلازمة المبيض المتعدد الكيسات (PCOS)، تطورت لديهن الإباضة استجابةً للكلوميفين بمعدل حمل تراكمي من 30 إلى 40٪.

#### مثبطات الأروماتاز
مثبطات الأروماتاز (الليتروزول بشكل عام) Letrozole، بالرغم من أنها تستخدم في معالجة سرطان الثدي في المقام الأول إلا أنها تستخدم أيضا في تحريض الإباضة. وهي من المعالجات الشائعة لعلاج الخصوبة عند النساء اللواتي يعانين من مبيض متعدد الكيسات Pco.
التحليل الشمولي بطريقة meta-analysis بيّن ارتفاع معدلات الولادات الحية لمريضات ال Pco المعالجات بالليتروزول مقارنة بالمعالجات بالكلوميفين.
وعلى كل حال، يبقى استخدام الليتروزول في تحريض الإباضة هو استخدام لغرض غير الذي تم تصنيعه لأجله(علاج سرطان الثدي).

### موجهات الغدد التناسلية
موجهات الغدد التناسلية (Gonadotropins) هي هرمونات بروتينية تحفز الغدد التناسلية (الخصيتين والمبيضين).
بالنسبة للأدوية، يمكن استخلاصها من البول عند النساء بعد سن اليأس أو تصنيعها باستخدام تقنيات الهندسة الوراثية والتَّأّشُّب الجرثومي. وأمثلة عن Fsh المأشوب: فولستيم "Follistim" و غونل إف "gonal F"، بينما كمثال عن LH المأشوب: لوفرس "Luveris".
يستخدم FSH المأشوب ونظائر الFSH بشكل أساسي في فرط استثارة المبيض المنضبط OHSS بالإضافة إلى تحريض الإباضة.
كان هناك بعض الجدل حول النوع المأشوب من Fsh والنوع المستخرج منه، من حيث أيهما أكثر فعالية في تحريض الإباضة. وعلى كل حال، في دراسة للتحليل الشمولي بطريقة meta-analysis لأربع عشرة تجربة أجريت على 1729 سيدة، وجد أنه ليس هناك فرق بين الاثنين من حيث حدوث الحمل السريري ومعدل الولادات الحية.
إن العلاج الكيماوي chemotherapy المستخدم لدى مريضات ما قبل سن اليأس يمكن أن يضر باحتياطي المبيض من البيوض بالإضافة إلى قيامه بعمله. وهذه التأثيرات السُّمية على الغدد التناسلية تتراوح ما بين عقم مؤقت إلى دائم وحصول فشل المبايض المبكر (POF). والآليات المقترحة لإحداث الضرر المبيضي بسبب العلاج الكيماوي تتضمن مايلي: تحريض الموت الخلوي المبرمج للجريبات النامية، و تليف خلايا اللحمة stroma، وإصابة الأوعية الدموية نتيجة نقص التروية.
تشمل خيارات الخط الأول لتجنب العقم: تجميد البيوض والأجنة الملقحة قبل البدء بالعلاج الكيماوي. بالرغم من أن هذه الطريقة لن تؤدي إلى المحافظة على الوظائف التناسلية.
إن المعالجة باستخدام شادات(ناهضات) ال GNRH ارتبط بمعدلات أقل نسبياً من حيث الخطورة والوقت والتكلفة. هناك دلائل على أن استخدامGNRH عند المريضات اللواتي يتلقين علاج كيماوي بنفس الوقت، بإمكانه أن يزيد من احتمالية العودة العفوية للدورة الشهرية واستئناف الإباضة. على كل حال، هذه المعالجة لم تظهر تحسن في معدلات الحمل.

### موجهة الغدد التناسلية المشيمية البشرية
موجهة الغدد التناسلية المشيمائية البشرية (hCG)، والمعروفة أيضًا باسم "هرمون الحمل"، هي هرمون ينتج عادة أثناء الحمل ويلعب دورًا أساسيًا في جميع مراحل التكاثر. وله دور حاسم في المحافظة على الحمل بدءاً من مرحلة التعشيش إلى بداية تطور الجنين. كما أنها تستخدم في تقنيات الإخصاب المساعد حيث يمكن استخدامها لتحل محل LH في تحريض النضج النهائي للجريب الناضج وإحداث الإباضة (إبرة تفجير الإباضة).

### أدوية أخرى
بالرغم من أن الميتفورمين يستخدم لغرض آخر(غير استخدامه كخافض سكر) وهو علاج قلة الطمث oligomenorrhea ومتلازمة فرط التنبيه المبيضي (OHSS) عند مريضات ال Pco، إلا أنه لم يعد يوصى به كعلاج للعقم من قبل المنظمة الأمريكية للطب التناسلي (ASRM) في عام2017 م.
يستخدم في علاج العقم اللاإباضي الذي يرتكز بشكل أساسي على وجود مقاومة للأنسولين عند السيدات غير البدينات اللآتي يعانين من Pco. وبالرغم من أن الميتفورمين يزيد من حدوث الإباضة عند السيدات مع Pco، إلا أنه لا توجد دلائل على أنه يزيد من معدلات حدوث الحمل أو الولادات الحية.
وإن مشاركة الميتفورمين مع الكلوميفين سيترات لم تعطي نتائج أفضل فيما لو استخدم الكلوميفين لوحده. يبقى الخط الأول لمعالجة الإباضة لدى مريضات Pco هو مضادات الإستروجين الكلوميفين سيترات أو مثبطات الأروماتاز (ليتروزول).

## الذكور
العلاج بالتستوستيرون Testosterone (TTH) هو علاج مصرح به يهدف إلى إعادة مستويات التستوستيرون إلى المتوسط الطبيعي عند الرجال الذين يعانون من قصور الغدد التناسلية المتأخر (LOH).
أما علاج قلة النطاف oligospermia فيعتمد على السبب الذي أدى إليه. فمثلاً سبب غدي أو اضطرابات جهازية أدت إلى قصور الغدد التناسلية.
عادة تستخدم تقنيات الإخصاب المساعد الأخرى لعلاج تلك الحالات. وبالرغم من عدم وجود استطباب لاستخدام مثبطات الأروماتاز من قبل إدارة الغذاء والدواء الأمريكية FDA بهدف تحسين إنتاج النطاف، إلا أنه وجد أن التستولاكتون Testolactone أظهر تأثيراً فعالاً مقارنة بالعلاج الوهمي (الغفل) Placebo.
بالرغم من عدم وجود استطباب من قبل ال FDA لاستخدام الكلوميفين في علاج العقم عند الرجال، فقد تم وصفه من ستينات القرن الماضي. واعتباراً من عام 2013 م، لم يعد هناك دلائل حقيقة لاستخدام الكلوميفين في علاج العقم عند الذكور.
أظهرت توليفات من الفيتامينات والمعادن المتضمنة لـ: (السيلينيوم، مساعد الإنزيم Q10، ل-كارنيتين L-carnitine، حمض الفوليك، الزنك، حمض الإيكوسابنتاينويك، وحمض الدوكوساهكساينويك) تحسنًا في العقم الذكري، ولكن بسبب قلة الدراسات والمشاركين فيها لازلنا بحاجة إلى المزيد من الدراسات السريرية.
إحصائياً، أظهرت المشاركة بين مكملات حمض الفوليك والزنك تأثيراً كبيراً على تركيز النطاف وشكلها بالمقارنة مع العلاج الوهمي Placebo.
هناك أدلة تقترح وجود علاقة كبيرة بين تركيز الفيتامين(د) وجودة النطاف عند الرجل، هذه الجودة تتعلق بحركية النطاف والحركة التقدمية لها.
ولأن جودة النطاف عند الرجل تتأثر بالجينات (العوامل الوراثية)، لذا يجب تفسير النتائج بحذر. هناك أدلة قليلة على أن المكملات الحاوية على مضادات الأكسدة مثل البنتوكسيفيلين Pentoxifyllin ممكن أن يزيد من الخصوبة عند الرجال.
في أيلول عام 2017 م، أجريت دراسة لاستخدام بالخلايا الجذعية الوسيطة (الميزانشيمية) في علاج العقم عند الحيوانات ولكنها لم تدخل حيز التجارب السريرية. وأظهرت الدراسة أن الخلايا الجذعية المستخرجة من نقي العظام والحبل السري لديها القدرة الأكبر لتحسين الخصوبة عند الحيوانات. ولكن تحتاج إلى دراسات أكثر لتحديد الفعالية.

## التأثيرات الجانبية

### السرطان
نظراً لأن العقم يزيد من خطر الإصابة بسرطان المبيض، فقد تم استخدام أدوية الخصوبة لمكافحته. ولكن لاتزال مخاطر الإصابة بالسرطان غير معروفة تمامًا.
في عام 2019 م، أظهرت دراسات أن خطر تطور سرطان المبيض أعلى عند تناول أدوية الخصوبة. وعلى كل حال، وبسبب قلة عدد الدراسات وضعف المتابعة، ونقص العوامل المساهمة الأخرى فإن الخطر يبقى غير واضح.
معظم الدراسات التي أجريت توصلت إلى أن إعطاء أدوية الخصوبة لا يزيد من خطر الإصابة بالسرطانات النسائية(سرطان عنق الرحم، سرطان بطانة الرحم) أو حتى باقي السرطانات الخبيثة الأخرى(الغدة الدرقية والقولون وسرطان الجلد والثدي ).
قد تتأثر صحة هذه البيانات بالتحيزات التي أبلغ عنها المرضى، والأعداد الصغيرة للموضوعات، والمتغيرات المربكة الأخرى.

### متلازمة فرط التنبيه المبيضي (OHSS)
مضادات الإستروجين وموجهات الغدد التناسلية ممكن أن تحرض العديد من الجريبات وهرمونات المبيض الأخرى، مما يؤدي إلى ولادة توائم متعددة إضافة إلى فرط استثارة (تنبيه) المبيض.
إن تطور متلازمة فرط التنبيه المبيضي يعتمد على إعطاء HCG والذي يتواسط بدوره العامل المنمي لبطانة الأوعية (VEGF). وتتميز هذه المتلازمة بأنها تضخم كيسي كبير في المبيضان.
الولادة بتوائم متعددة تحمل خطر خاص وذلك لاجتماع عوامل خطورة متعددة تتضمن: الولادة المبكرة، نقص وزن الولادة، ما قبل الإرجاج، إضافة إلى ارتفاع الوفيات بين حديثي الولادة. وبالرغم من أن الولادة بتوائم ثلاثية بدأ يتناقص بتقنيات الإخصاب المساعد (ART)، ولكن يبقى تعدد المواليد يشكل أكثر من 50% من الولادات الناتجة عن الإلقاح الصناعي IVF.
على كل حال، هنالك قيود تحد من القياس، حيث يشكل (4-8)% من مراكز الإلقاح الصناعي لا تقدم تقارير عن عملها إلى مراكز السيطرة على الأمراض والوقاية منها CDC.

## التوقف عن المعالجة
الأسباب الرئيسية للتوقف عن المعالجة في جميع حالات العقم ومراحل العلاج يمكن جمعها في:
- تأجيل العلاج،
- الأعباء الجسدية والنفسية،
- ومشكلات شخصية.[31]